# Guillaume Ier de Montferrat
Pour les articles homonymes, voir Guillaume de Montferrat.
Guillaume Ier (... – ...) est le père d'Alérame de Montferrat, fondateur de la dynastie Alérame.

## Biographie
Les origines de Guillaume sont très incertaines. La majorité des chercheurs l'identifient comme Wilielmus qui selon le Gesta Berengaria imperatoris descend en Italie,  en 888, à la tête de 300 cavaliers afin de soutenir Guy III de Spolète contre Bérenger Ier, roi d'Italie. Depuis le XVe siècle, les historiens ont essayé d'en identifier l'origine et ont suggéré qu'il était l'héritier de différentes dynasties franco-saxonnes ou même des comtes de Kent, ces hypothèses ne s'accompagnent d'aucunes sources documentées.
Une autre piste a été la recherche de lieux dont le nom puisse être traduit par Montferrat. Une proposition a été faite par Galeotto Del Carretto, auteur en 1493 de Cronica degli Illustrissimi Principi et Excellentissimi Marchesi di Monferrato, il suggère que le toponyme pourrait provenir de eisen (« fer ») berg (« mont »), mais il existe de nombreux lieux qui s'appellent Eisenberg, dans différentes régions allemandes. Olimpio Musso a récemment proposé une alternative française, Montferrat au nord de Grenoble dans l'ancien comté de Sermorens. Bien que le comté existait déjà en l'an mille, les noms des comtes sont inconnus, voici pourquoi l'idée que les ancêtres des Alérame, lesquels se déclarent de loi salique et que les Francs Saliens n'ont plus rien à voir avec l'Allemagne, pourrait être les seigneurs de ce comté.
Un autre Guillaume, très probablement identifiable comme le père d'Alérame, est cité avec l'archevêque de Milan, Lamberto, et les comtes Giselberto et Samson dans un acte de 924, dans lequel les présents, désignés comme dilectissimi fideles, interviennent auprès du roi d'Italie, Rodolphe II de Bourgogne, en faveur de l'évêque de Plaisance. Le contexte suggère que Guillaume fait partie des seigneurs féodaux (avec Lamberto et Giselberto), qui deux ans plus tôt, se sont soulevés contre Bérenger Ier et ont fait appel à Rodolphe en Italie. Cette information et les précédentes sont en accord avec une origine bourguignonne de Guillaume malgré la légende tardive qui évoque une origine saxonne.
On ne sait pas  de quel fief, Guillaume est devenu le seigneur en Italie. Dans une investiture de 967, l'empereur Otton Ier du Saint-Empire confirme à Alérame, fils du comte Guillaume, tous les biens qu'il a acquis ou hérités de ses parents, ces propriétés sont réparties dans les comtés d'Acqui, Savone, Asti, Montferrat, Turin, Vercelli, Parme, Crémone et Bergame. On peut supposer que les propriétés acquises par Alérame sont mentionnées en premier, puis celles d'origine paternelle, maternelle ou provenant de la dot de sa femme. L'hypothèse que Guillaume a été comte de Vercelli est parfois mentionnée, bien que probable, elle n'est confirmée par aucun document.
Il est probable que Guillaume soit mort entre 924 et 933 car le comes Alérame de Montferrat apparaît pour la première fois dans des écrits.

## Sources
- (it) Cet article est partiellement ou en totalité issu de l’article de Wikipédia en italien intitulé « Guglielmo I del Monferrato » (voir la liste des auteurs).